# Jean Oudoul
Jean Oudoul, né le 6 janvier 1833 à Murat (Cantal) et mort le 20 février 1896 à Riom (Puy-de-Dôme), est un homme politique français.

## Biographie
Avocat à Saint-Flour en 1858, il est maire de Saint-Flour, révoqué en 1874 pour avoir manifesté son soutien à Thiers.
Conseiller général et président du conseil général de 1880 à 1885, il est député du Cantal de 1876 à 1881, siégeant à gauche. Il est l'un des 363 qui refusent la confiance au gouvernement de Broglie, le 16 mai 1877. Battu en 1881, il devient conseiller à la Cour d'appel de Riom en 1882, président de chambre en 1883, puis premier président en 1893.

## Sources
- « Jean Oudoul », dans Adolphe Robert et Gaston Cougny, Dictionnaire des parlementaires français, Edgar Bourloton, 1889-1891 [détail de l’édition]
- « Jean Oudoul », dans le Dictionnaire des parlementaires français (1889-1940), sous la direction de Jean Jolly, PUF, 1960 [détail de l’édition]